# قرنيني
قرنيني بلدة وبلدية تابعة لدائرة عين وسارة في ولاية الجلفة بالجزائر.

## معرض صور

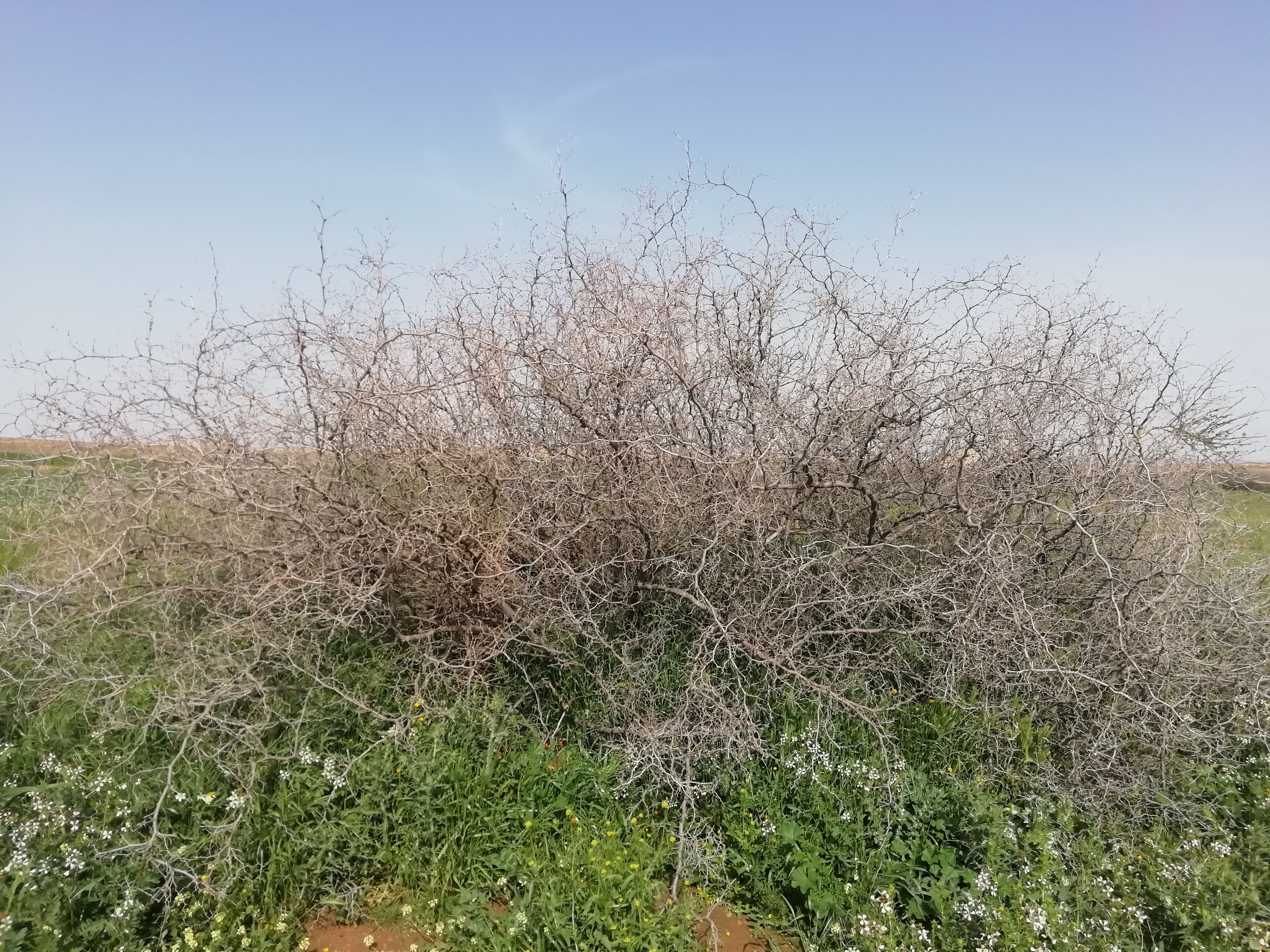
السدرة متواجدة بكثرة في منطقة القرنيني- ربيع 2022
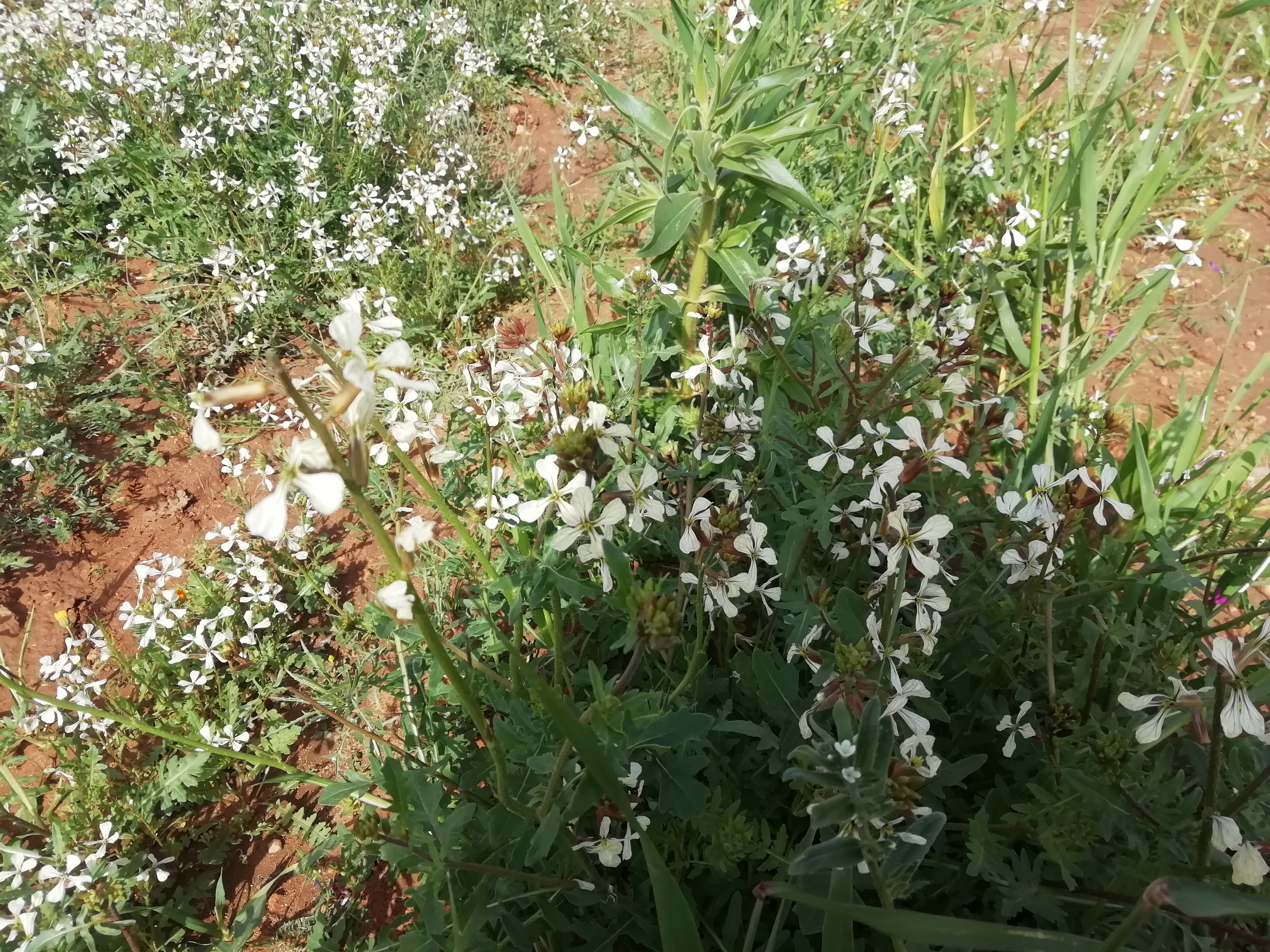
زهرة العسلوج، النوار متواجدة بكثرة في منطقة القرنيني-ربيع 2022
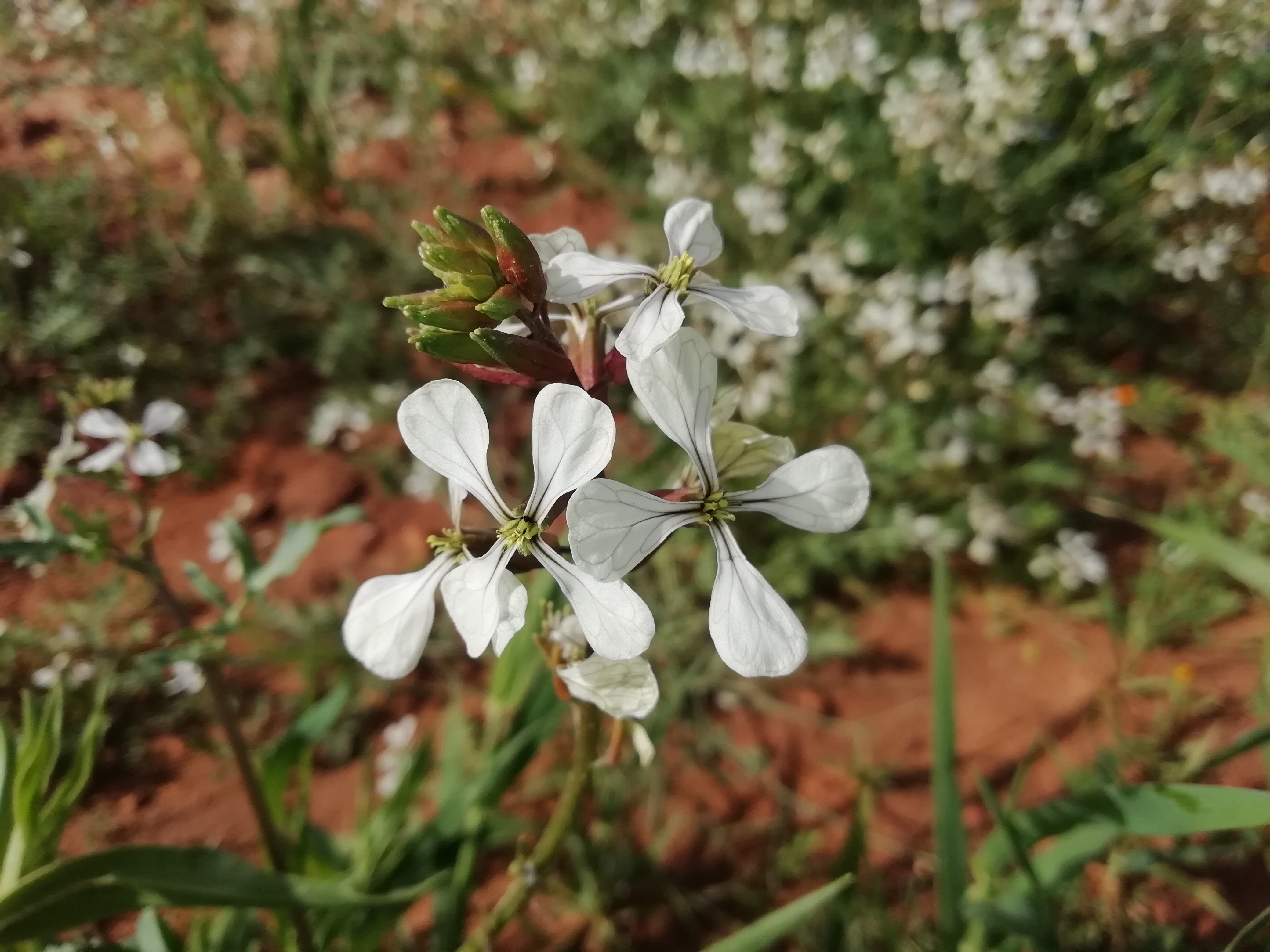
زهرة العسلوج، النوار متواجدة بكثرة في منطقة القرنيني- ربيع 2022